# Secamone toxocarpoides
Secamone toxocarpoides är en oleanderväxtart som beskrevs av Choux. Secamone toxocarpoides ingår i släktet Secamone och familjen oleanderväxter. Inga underarter finns listade i Catalogue of Life.